# Anolis ernestwilliamsi
Anolis ernestwilliamsi är en ödleart som beskrevs av  James D. Lazell, Jr. 1983. Anolis ernestwilliamsi ingår i släktet anolisar, och familjen Polychrotidae. Inga underarter finns listade i Catalogue of Life.